# Agrilinus rufoanalis
Agrilinus rufoanalis är en skalbaggsart som beskrevs av Rudolph Petrovitz 1961. Agrilinus rufoanalis ingår i släktet Agrilinus och familjen Aphodiidae. Inga underarter finns listade i Catalogue of Life.